# Banksia caleyi

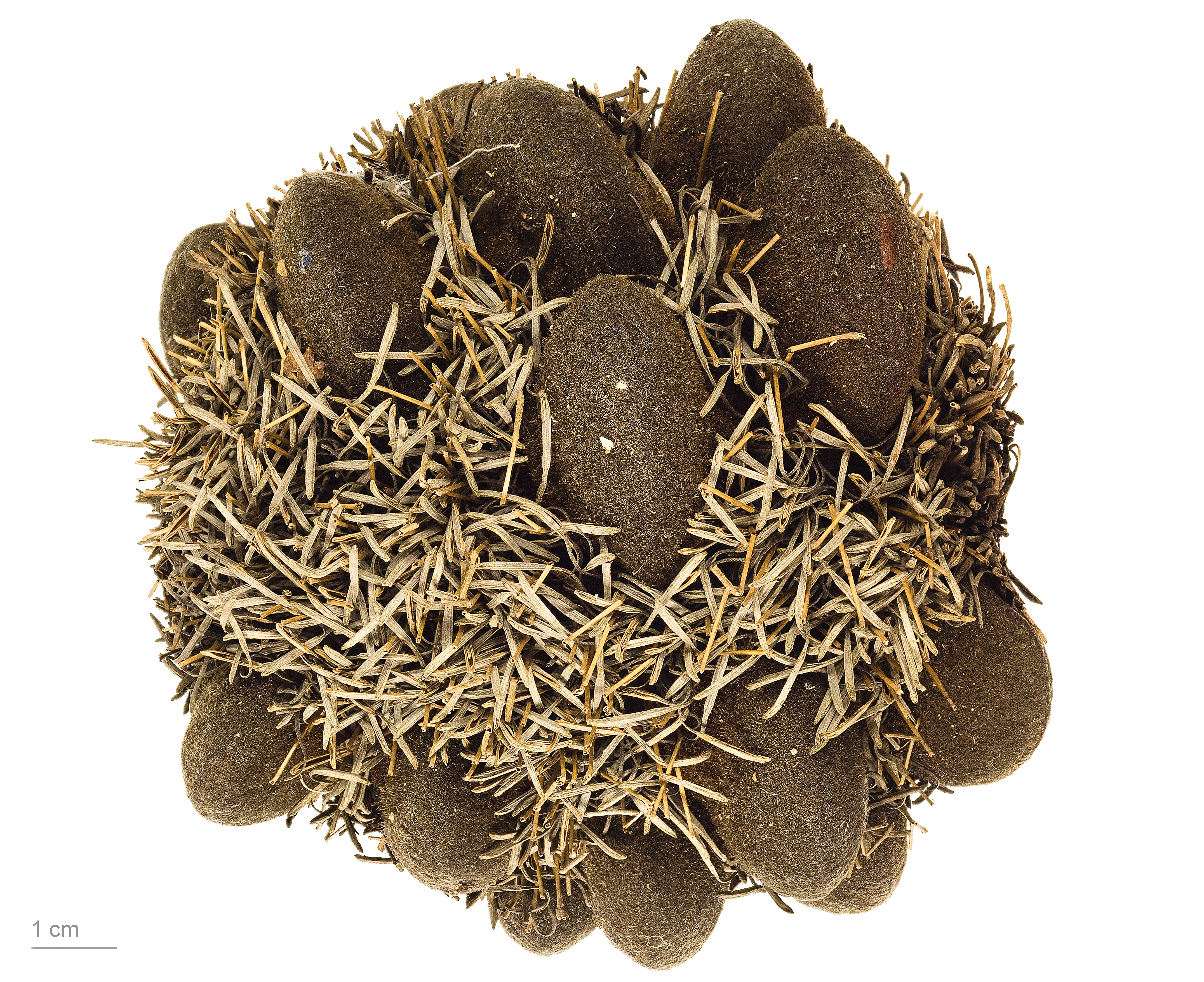
Banksia caleyi - MHNT

Banksia caleyi es una especie de arbusto de la planta de género Banksia. Se produce en el sur de Australia Occidental al sur y al este de la cordillera Stirling a través de alrededor de Jerramungup. Crece en forma de arbusto denso alcanzando un tamaño de 2 m de altura, las inflorescencias que generalmente están ocultos en el follaje colgantes son de color rojo. La especie es relativamente resistente a Phytophthora cinnamomi, a diferencia de muchas otras banksias de Australia.  

## Descripción
Banksia caleyi crece como un arbusto tupido de 2 m  de altura, con la corteza gris y el nuevo crecimiento finamente peludo. Las hojas rígidas están estrechamente en forma de cuña (cuneiforme) y miden de 5 a 14 cm  de largo por 1.3 a 2.4 cm  de ancho. Los márgenes de las hojas son dentadas, con muchos dientes  cada uno. La floración se produce normalmente entre octubre y diciembre. Las inflorescencias cuelgan de ramillas  dentro del arbusto y miden 9.5 cm  de longitud. Aunque formalmente descrito como teniendo las flores de color crema en la base y de color rosa oscuro a rojo en la mitad superior, en la realidad, las flores, incluso en la misma planta, pueden ser principalmente de color amarillo cremoso, principalmente de color rojo, o cualquier combinación intermedia. Las inflorescencias se vuelven grises a medida que envejecen, y las flores viejas se mantienen y hasta 25 desarrollan folículos grandes leñosos. De forma ovalada y cubierta de pelo fino, pueden llegar a 4 cm de largo 2,5 cm de alto y 2,5 cm de ancho.

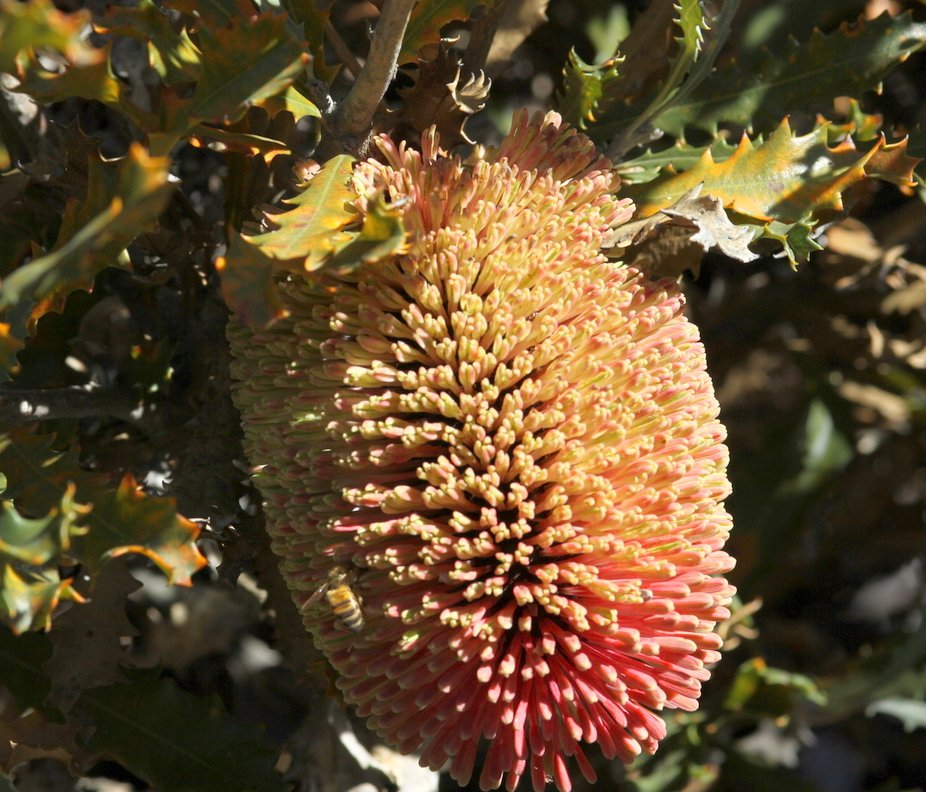
Flores.

## Taxonomía
Banksia caleyi fue descrita por Robert Brown y publicado en Supplementum primum prodromi florae Novae Hollandiae Suppl. 1: 35. 1830.
Etimología
Banksia: nombre genérico que fue otorgado en honor del botánico inglés Sir Joseph Banks, quien colectó el primer espécimen de Banksia en 1770, durante la primera expedición de James Cook.
caleyi: epíteto otorgado en honor del botánico George Caley.
Sinonimia
- Banksia caleyi var. sinuosa Meisn.
- Sirmuellera caleyi Kuntze[4]